# Scopelosaurus hamiltoni
Scopelosaurus hamiltoni is een straalvinnige vissensoort uit de familie van papierbeenvissen (Notosudidae). De wetenschappelijke naam van de soort is voor het eerst geldig gepubliceerd in 1916 door Waite.